# Bathilde av Orléans

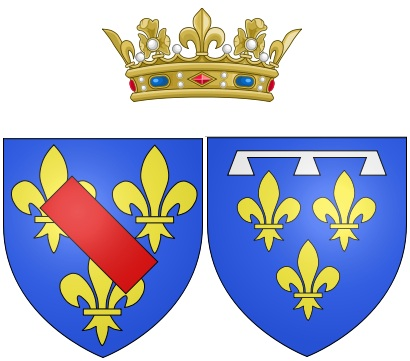
Personligt vapen som prinsessa av Condé

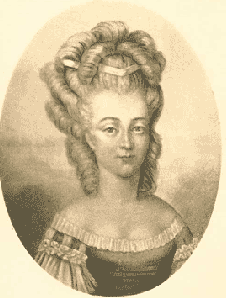
Bathilde d'Orléans, duchesse de Bourbon

Louise Marie Thérèse Bathilde av Orléans, född 9 juli 1750 i Saint-Cloud, död  10 januari 1822 i Paris, var en fransk prinsessa; hertiginna av Bourbon och prinsessa av Condé som gift med Louis Henri II av Bourbon. Hon var känd som demokrat och republikan, och kallades under franska revolutionen för Citoyenne Vérité ('Medborgarinnan Sanning'). 

## Biografi

### Tidigt liv
Som dotter till hertig Ludvig Filip av Bourbon-Orléans och Louise Henriette av Bourbon räknades hon till det franska kungahuset; hon var även syster till Louis Philippe d'Orléans.
Hon uppfostrades i klostret Abbaye de Penthemont och fick tillåtelse att lämna det när hennes äktenskap arrangerades. Hon blev gift 1770 med Louis Henri II av Bourbon, prins av Condé. Paret separerade informellt efter bara några månader. Deras tillfälliga försoningar resulterade i födelsen av Louis Antoine Henri de Bourbon 1772. Paret uppträdde utåt tillsammans och deltog i hovlivet. 
År 1778 inledde maken en utomäktenskaplig förbindelse. År 1779 utspelade sig en duell mellan hennes make och kungens bror greven av Artois efter en kunglig slottsbal på grund av makens äktenskapsbrott. År 1780 utbröt en skandal när hennes makes äktenskapsbrott avslöjades offentligt; skulden för skandalen lades på henne eftersom hon anklagades för att ha engagerat den pjäsförfattare vars pjäs utpekade makens otrohet. Paret separerade officiellt år 1781. 
Som separerad blev hon inte längre emottagen vid hovet, utan skapade sitt eget liv i Paris, där hon öppnade en salong som blev berömd i Europa som ett fritt debattcentrum för demokratiska idéer. Hon tog avstånd från kristendomen och fördjupade sig i ockultism. Hon fick 1785 i hemlighet en dotter, Adélaïde-Victoire, med en sjöofficer, Chevalier Alexandre-Amable de Roquefeuil, låtsades att dottern var föräldralös, och adopterade henne. 1787 köpte hon Élyséepalatset och lät anlägga en park omkring det.
Bathilde av Orléans var de franska adoptionslogernas stormästarinna, liksom den franska frimurarordens stormästare var hennes bror hertigen av Orléans, och när den svenska frimurarordens stormästare hertig Karl grundade en svensk adoptionsloge genom att 2 maj 1776 göra sin sjuttonåriga maka, Hedvig Elisabet Charlotta till stormästarinna för ett adoptionsfrimureri inom hertig Karls privatloge på Stockholms slott, bekräftades denna adoptionsloges konstitution med sigill i Paris den 8 maj 1776 från båda syskonen Orléans.

### Under revolutionen
Efter franska revolutionens utbrott 1789 tog hon liksom sin bror Louis Philippe d'Orléans avstånd från kungahuset, blev öppet demokrat och republikan, och blev känd som Citoyenne Vérité ('Medborgarinnan Sanning'). 
När hennes make och son emigrerade och anslöt sig till Armée des Émigrés utomlands år 1792, löpte hon risken att få sin förmögenhet konfiskerad av revolutionsregeringen som hustru och mor till utlandsrojalister. Hon erbjöd därför frivilligt sin förmögenhet till regeringen innan den blev konfiskerad. 
När hennes brorson Ludvig Filip rymde från Frankrike under skräckväldet i april 1793, utfärdade regimen order om att alla medlemmar av det före detta kungahuset skulle fängslas, och Bathilde blev därför fängslad tillsammans med sin bror och brorsöner. Hennes bror avrättades. Själv undgick Bathilde avrättning och släpptes fri efter Robespierres fall 1794. Hon flyttade tillbaka till Élyséepalatset och livnärde sig på att hyra ut rum i det. 
År 1797 blev alla medlemmar av det före detta kungahuset utvisade ur Frankrike. Bathilde, hennes dotter och hennes svägerska Louise Marie Adelaide av Bourbon ledsagades till Spanien under poliseskort. Under resan inledde hon ett förhållande med den 20 år yngre poliseskorten Michel Ruffin (1769–1817), som satt med i vagnen. Han skulle bli hennes stora kärlek, och efter avskedet vid gränsen höll de kontakten via brev. I Spanien bodde hon under små omständigheter i Barcelona. 

### Senare liv
År 1804 avrättades hennes son av Napoleon I, en avrättning som blev omtalad i hela Europa. Napoleon, som tillät andra medlemmar av den före detta aristokratin att återvända till Frankrike, vägrade alltid att ge Bathilde tillstånd att göra det. 
Hon kunde inte återvända till Frankrike förrän den före detta kungadynastin återupprättades på tronen efter Napoleons fall år 1814. Vid sin återkomst hyllades hon i egenskap av mor till sin son, som betraktades som en martyr. Efter sin återkomst deltog hon i representationsuppdrag och offentliga ceremonier som medlem av kungahuset. Hon ägnade sig också åt välgörenhet. Kungafamiljen ville att hon skulle återvända till sin make, men hon återupptog i stället sitt förhållande med Michel Ruffin, som hon levde med fram till hans död 1817. Hon dog själv fem år senare. 
Efter hennes död 1821 brändes hennes memoarer och akten om den unge polisofficeren på order av kungahuset för att dölja hennes skandalomsusade privatliv.